# Phylloxeroidea
Phylloxeroidea é uma superfamília de insectos hemípteros, da subordem Homoptera, que inclui os tipos de afídio não pertencentes à superfamília Aphidoidea. Alguns autores, contudo, consideram-na como fazendo parte desta última superfamília.